# Inselwühlmaus

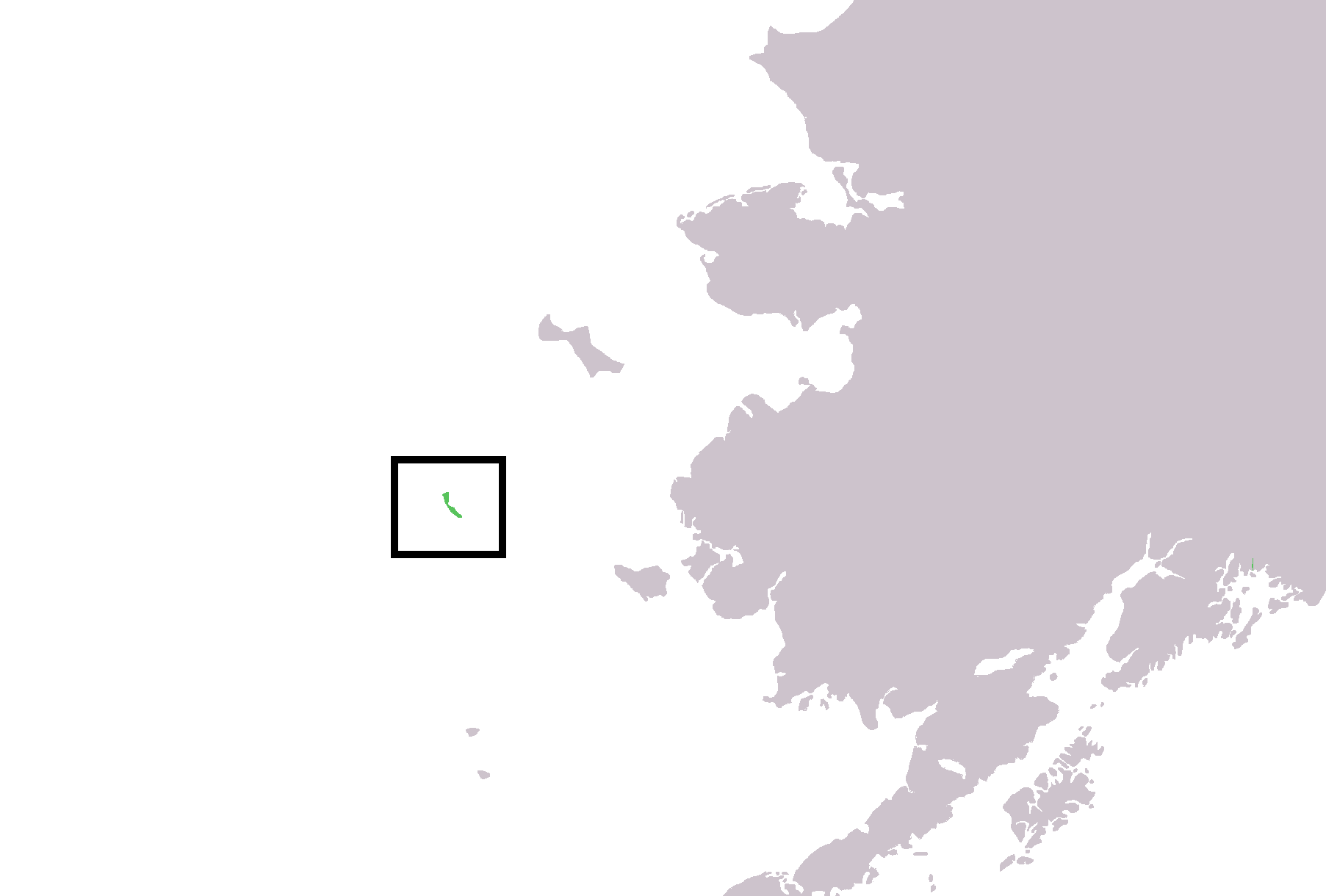
Verbreitungsgebiet in hellgrün (zur Vergrößerung auf das Bild klicken)

Die Inselwühlmaus (Microtus abbreviatus) ist ein Nagetier in der Gattung der Feldmäuse, das endemisch auf zwei Inseln in der Beringstraße vorkommt. Sie ist eng mit der Alaska-Wühlmaus (Microtus miurus) verwandt.

## Merkmale
Die Exemplare erreichen eine Kopf-Rumpf-Länge von 111 bis 146 mm, eine Schwanzlänge von 25 bis 32 mm und ein Gewicht von 45 bis 79 g. Die Länge der Hinterfüße beträgt 22 bis 24 mm. Das braune Fell der Oberseite bekommt zu den Seiten, zum Hinterteil, zum Gesicht und zu den Ohrspitzen hin eine gelbbraune Tönung. Auf der Unterseite ist hellbraunes Fell vorhanden.

## Verbreitung
Die Art lebt nur auf den Inseln Hall und St. Matthew in der Beringstraße, die zu Alaska gehören. Sie erreicht dort Höhen von 240 Metern über dem Meer. Die Inselwühlmaus hält sich oft in Weidengestrüpp innerhalb der feuchten Tundra auf. Sie besucht weiterhin Gebiete mit Quecken (Elymus) nahe der Küste. Die Exemplare meiden trockene Stellen und Plätze, die längere Zeit überschwemmt sind.

## Lebensweise
Zur Nahrung dieser Feldmaus zählen Pflanzen der Gattungen Schmielen, Artemesia, Ampfer, Weiden, Sedum und Steinbrech. Sie frisst auch andere grüne Pflanzenteile und Pilze. Die Tiere legen im Schutz von Steinen unterirdische Baue an, die bis 20 Zentimeter tief liegen können. Der Bau enthält oft eine Wohnkammer, die mit Gras gepolstert wird und größere Vorratskammern. Wie in einer Kolonie liegen die Nester verschiedener Exemplare dicht beieinander. Diese Feldmäuse nutzen hochfrequente Rufe zur gegenseitigen Warnung vor Feinden. Fressfeinde der Inselwühlmaus sind die Falkenraubmöwe, die Schneeeule, die Eismöwe, der Polarfuchs und in seltenen Fällen der Eisbär.
Während der Fortpflanzungszeit von Mai bis August kommt ein Wurf nach etwa 21 Tagen Trächtigkeit vor. Die durchschnittlich werden pro Wurf sechs oder sieben Nachkommen geboren. Diese sind anfänglich nackt und blind. Sie erhalten ihr Fell nach sechs Tagen, öffnen die Augen nach elf Tagen und werden fünfzehn Tage gesäugt.

## Gefährdung
Im Jahr 1944 eingeführte Rentiere Zerstörten auf St. Matthew größere Teile der Landschaft. Nach einem zwischenzeitlichen Zuwachs der Rentierpopulation auf etwa 6000 Exemplare, sank diese bis zum Jahr 1966 auf 42 Tiere. In den 1980er Jahren waren keine Rentiere mehr vorhanden. Laut Beobachtungen wird die Inselwühlmaus vom Polarfuchs nur in Jahren gejagt, in denen sie zahlreich vorkommt. Der Gesamtbestand der Art gilt als stabil. Diese Feldmaus wird von der IUCN als „nicht gefährdet“ (least concern) gelistet.